# Fašizem v Italiji
Fašízem (italijansko fascismo) je politični sistem, ki ga je v Kraljevini Italiji vzpostavil Benito Mussolini po prvi svetovni vojni in je trajal do nastanka Republike Italije leta 1945. V republiki je fašizem prepovedan, zato se izraz fašizem v Italiji omejuje na dobo Mussolinijeve vlade, torej vsega 22 let. Ideologija fašizma se je pozneje obnavljala v raznih drugih državah.

## Italijanske definicije fašizma
Ker je fašizem tako časovno kot prostorno zelo obširen pojav, pa tudi zaradi njegovega zgodovinskega vpliva, pri njegovem preučevanju obstaja veliko definicij samega fenomena. To je delno pripisati dejstvu, da se originalna filozofija fašizma v marsičem razlikuje od raznih poznejših ideologij, ki so nastale po tem vzoru, saj je vsaka država prilagodila zamisel lastnim interpretacijam, predvsem pa posameznim okoliščinam svojega časa in ozemlja. V sami Italiji je vredno omeniti sledeča stališča:
Mussolini je v enciklopediji zahteval lapidarno definicijo “Fašizem je bil in je akcija.” Članek iste enciklopedije iz leta 1932, pod katerim je podpisan Giovanni Gentile, vendar pa dikcijo pripisujejo samemu Mussoliniju, pojasnjuje: »Država ni le avtoriteta, ki vlada in oblikuje posameznikove želje z zakoni in vrednotami duhovnega življenja, ampak tudi sila, ki svojo voljo uveljavlja v tujini... kajti za fašista je vse znotraj Države... niti posamezniki niti skupine niso izvzete iz Države... V fašizmu je Država absolutna, posamezniki ali skupine pa le relativni...«. Mussolini je že v govoru 28. oktobra 1925 izjavil: »Država je vse, ničesar ni zunaj nje, nič ni proti njej.« Značilne so besede, ki jih je izrekel v govoru 23. marca 1921, torej veliko pred prihodom na oblast: “Mi si dovoljujemo biti aristokratični in demokratični, konzervativni in napredni, reakcionarji in revolucionarji, legalisti in nezakoniti, kakor nam pač velevajo časovne, krajevne in okoljske razmere.” Te izjave, ki so delno celo protislovne, dajo razumeti, da je Mussolini imel v mislih totalitarni sistem, ki bi se aktivno uveljavljal doma in po svetu ne glede na zgodovinske ali teoretične predsodke, samo v skladu z lastnimi načeli in presojami, vendar je zgodovina pokazala, da se realnost ni vedno uresničila po njegovih načrtih. Njegov prvotni namen je bila prav »akcija«, to je upor proti tedanji stacionarni politiki, ki se je pa s časom sprevrgel od socialno obarvanega protesta do totalnega prevzema oblasti.
Filozof Benedetto Croce (1866-1952) je menil, da je fašizem prehodno obdobje med monarhijo in republiko in nekakšna moralna bolezen, ki jo je povzročila prva svetovna vojna. Zgodovinar Gaetano Salvemini (1873-1957) je podcenil fašizem, ki naj bi bil “ostudna pustna tragedija razbojnikov” in samo razumljiva in neizogibna posledica nerešenih italijanskih problemov. Tako Croce kot Salvemini sta bila mnenja, da gre le za trenutni politični odgovor na negativne posledice vojne, ki se bo po ekonomsko-socialni ureditvi izčrpal. V bodoči državni ureditvi naj bi bil fašizem le ena od političnih strank.
Italijanski politolog Lelio Basso (1903-1978), član ustanovne skupščine Republike, je bil mnenja, da je fašizem produkt Risorgimenta, ki je zedinil in oplemenitil Italijo, in prve svetovne vojne, ki je Italijo militarizirala in odkrila nešteto njenih internih problemov.
Tako katoliški kot marksistični teoretiki so uvideli v fašizmu le novo ideologijo, ki je nasprotovala njihovim prepričanjem. V kolikor pristaši ekstremističnih gibanj, so razumeli, da nastaja nov konkurent, vendar so ga vključevali v svetovne nazore nasprotnega tabora. To nagnjenje je še danes prisotno v večini skrajno usmerjenih avtorjev. Za nekatere katoličane je fašizem, kakor marksizem, nadaljevanje francoske revolucije do sekularizacije in podržavljenja proletariata. Za nekatere marksiste je fašizem skrajna reakcija kapitalizma za obrambo lastnega obstaja.

## Zgodovina
Med dvema svetovnima vojnama je vladalo v Italiji težko gospodarsko, politično in socialno stanje. Splošna nestabilnost je povzročila pomembne posledice v politiki, ki so bile razvidne predvsem v spajanju socializma in internacionalizma s skrajnim nacionalizmom in interventizmom, kar je upravičevalo radikalne posege in uporabo sile.
Povojna italijanska ekonomija je bila v veliki meri odvisna od uvoza pšenice in premoga, za kar je bila močno zadolžena z ZDA. Lira je bila neuradno znatno devalvirana in porast cen osnovnih dobrin se je ocenjeval na 450 %. Poleg pomanjkanja surovin je na gospodarstvo vplivala tudi demobilizacija vojske in preoblikovanje vojne industrije v civilno. Tudi notranje tržišče je bilo ohromljeno, kar je pomenilo zapiranje proizvodnih objektov. Brezposelnost je ogromno narasla.
Javno mnenje, ki so ga pred vojno izoblikovale obljube po pravičnejši porazdelitvi zemlje in po “odrešitvi” italijanskega prebivalstva na obmejnih področjih, je moralo sprejeti popolni poraz vojske in vlade, ki jima ni uspelo izpolniti nobene od teh obljub. Preživeli vojaki so se vračali na opustošene domove, kjer so jih domačini obtoževali sporazumevanja z buržoazijo, medtem ko so bivši bojevniki obsojali civilne delavce, da so se izognili boju na fronti. Nastajale so nove politične stranke: simpatizerji ruske revolucije so ustanovili Italijansko socialistično stranko, na skrajni desni so interventisti in nacionalisti oporekali vladi in mirovnim pogodbam, v nekaterih krogih pa je rasla ideja o okrnjeni zmagi in o zapostavljanju Italije na meddržavni ravni. Sindikalne organizacije so različne vzroke splošnega nezadovoljstva strnile v povod za vedno obširnejše stavke in zasedbe tovarn, kar je doseglo višek poleti 1920. V tem obdobju, ki je znano kot “rdeče dveletje” (biennio rosso), so si sledili poskusi samoupravljanja, samooskrbe in prevzema tovarniške uprave po sovjetskem vzoru.

### Italijanska zveza bojevnikov
Mussolini je bil preprićan interventist, ki je še med prvo svetovno vojno skušal dati konfliktu bolj revolucionarni smisel, to je prepričati ljudstvo, da je potrebna globoka sprememba državne ureditve. To mu je uspelo šele pol leta po zaključku vojne, ko je skupaj z nekaterimi veterani, intelektualci in sindikalisti ustanovil stranko Fasci italiani di combattimento, to je Zvezo bojevnikov. Združenje je nastalo v Milanu, na trgu San Sepolcro (trg Božjega groba), zato se včasih obravnava kot stranka sansepolkristov.
V tedanji Italiji sta bila prisotna v glavnem le dva socialna sloja: na eni strani kmečko prebivalstvo pod vodstvom industrijskega in kmečkega proletariata, ki se je združeval v ljudskih strankah in sindikatih, na drugi strani pa aristokracija liberalne kraljevine, vključno z visokimi oficirji. Po vojni pa je nastal nov družbeni razred, ki je zajemal vse frustrirano ljudstvo, predvsem veterane in bivše ardite. Organizacija arditov je bila sicer uradno razpuščena, a s tem so se vključili v civilno prebivalstvo tisoči bivših bojevnikov, ki so poznali le nasilje in skrajno drznost. Te skupine so se identificirale s srednjim slojem, to je z nižjo aristokracijo, ki se ni vključila ne med organizirani proletariat ne med kapitalistično elito. Ideološko povezanost so jim nudili sansepolkristi, ki so zahtevali prenovo obstoječega stanja. V kratkem so se jim pridružili še mnogi navadni pustolovci in nasilneži. Tako je mussolinijevo gibanje pridobilo ogromno novih članov in neizogibno nasilno obliko. Že 20 dni po ustanovitvi gibanja so njegovi pripadniki napadli sedež socialističnega dnevnika Avanti! in po nekaj mesecih so bili prisotni v vsej državi.

### Državne volitve 1919
Leta 1919 so se v Italiji vršile prve volitve po proporcionalnem sistemu. Glavni zmagovalki sta bili Socialistična stranka z 32 % glasov in Ljudska stranka (Popolari) z 20 % glasov, medtem ko je Mussolinijeva stranka doživela pravi poraz, saj jo je volilo manj kot 5 tisoč volilcev od 370 tisoč udeležencev. Kljub izidom volitev pa se politično stanje v državi ni ustalilo, saj so socialisti vztrajali pri nesodelovanju z ostalimi strankami. V praksi je zato prevladovalo mnenje, da je država v rokah nižjega sloja, to je levega proletariata in desnih popolari. V strahu pred ljudsko vstajo so veleposestniki začeli prodajati po nizkih cenah posestva in gospodarska poslopja bivšim spolovinarjem, kar je ustvarilo nov socialni sloj, to je vmesno stopnjo med proletariatom in posestniki. Nekdanji spolovinarji niso imeli velikih kapitalov, a niso imeli niti gospodarjev: bili so maloposestniki, čigar rast in bogastvo je bilo odvisno samo od njihovega dela. Mussolini je uvidel, da so to najbolj verjetni podporniki njegovih idej, zato je brezpogojno stopil na njihovo stran; ponudil jim je edino, kar jih je zanimalo, to je možnost razvoja, pa tudi edino, s čimer je razpolagal, to je zaščito premoženja s pomočjo oboroženih enot. Medtem ko se je državna politika vse jasneje cepila v dva tabora, desnega in levega, so se množice maloposestnikov, obrtnikov in trgovcev zatekle pod okrilje nove stranke, ki naj bi jih zaščitila pred pretečo revolucijo.

### Škvadristi
Škvadristi, dobesedno “člani skupine” (it. squadra = četa, skupina), so bili fašisti, ki so zagovarjali uporabo sile pri uveljavljanju svojih načel. Organizirani so bili v skupine, ki so jih prvotno sestavljali bivši arditi in drugi veterani, torej oboroženi in nasilja vajeni elementi, a so se jim v kratkem času pridružili nešteti nasilneži in kriminalci brez političnega prepričanja ali idealov. Združevali so se v skupinah (squadre, slabšalno tudi squadracce [škuadrače]) in se oblačili v črne srajce z našitki lobanje, odtod naziv črnosrajčniki. Oboroženi so bili s privatnim orožjem, navadno s pištolo iz časa vojne, in obvezno z leseno gumijevko (pendrekom). Nad žrtvami so izvajali le surovo nasilje, na primer pretepanje, prisilno pitje ricinovega olja, puljenje nohtov; psihološkega nasilja niso uporabljali; tudi v poznejših časih se je fašizem omejeval na strogi zapor in deportacijo.
Mussolinijevo gibanje se je naglo širilo. Večina pripadnikov je bila sestavljena iz bivših bojevnikov, kar je bilo odločilnega pomena med neštetimi spopadi, ki so se v tistih letih vrstili s skupinami socialistov, popolarijev in sindikatov. Tudi zaradi teh nemirov in vsled surovega pritiska črnosrajčnikov se je kmalu (1921) Socialistična stranka začela drobiti na več podskupin, medtem ko so fašisti ustanovili uradno stranko, Partito Nazionale Fascista PNF in tako postali najštevilčnejša politična skupnost v državi. S tem so se fašisti v marsičem oddaljili od revolucionarnih in socialnih smernic sansepolkristov.
Milanska edinica stranke, ki je dejansko vodila fašistično gibanje, je uvedla posebno zanimanje za agrarne probleme in s tem navdušila latifundiste v Emiliji, Toskani in Apuliji. V teh pokrajinah so črnosrajčniki najostreje nastopili proti sindikalistom, social-komunistom in popolarijem, in to z uporabo surove sile in celo z umori, ki velikokrat niso bili kaznovani. Samo v prvih treh mesecih 1921. naj bi socialisti utrpeli 164 žrtev, fašisti 133, policija 70 in civilno prebivalstvo 123. Po ocenah Salveminija naj bi v obdobju 1920-1922 bilo umorjenih 300 fašistov in 400 “boljševikov”.
Posebej je treba omeniti, da so se pozneje v nekaterih predelih države, posebno v Neaplju, vključili med črnosrajčnike kamoristi, ki jih je znal fašizem uspešno izkoristiti. Tako sta bila  tudi državna policija in karabinjerji naperjena posebno proti tistim kamoristom, ki se niso vključili v fašizem. V kraju Aversa, kjer je delovala pomembna kamora v konkurenci z neapeljsko skupino, je fašistična policija izvedla najobširnejšo protikamoristično akcijo z aretacijo 4 tisoč privržencev. Taki podvigi so prepričali nekatere poznejše zgodovinarje o uspešnosti fašistične protimafijske politike.

### Prevzem oblasti
Ko je novembra 1922 Mussolini prišel na oblast, se je začelo novo obdobje fašizma, saj gibanje ni bilo več protest proti državi, temveč je postalo državna oblast. Dokazati je moralo, da so njegovi načini upravljanja sposobni spremeniti dotedanjo politiko in predvsem izboljšati gospodarsko stanje prebivastva. Zato je vlada v prvih letih izvajala konstruktivno politiko, ki je znatno pospešila ekonomski razvoj in uvrstila Italijo med pomembne evropske države. Po letu 1925 je fašistični režim uvedel bolj avtoritarno vladavino in postopoma zatrl politično in intelektualno opozicijo, hkrati pa spodbujal gospodarsko modernizacijo, tradicionalne družbene vrednote in približevanje rimskokatoliški cerkvi. Prepovedane so bile vse ne-fašistične stranke in organizacije, tudi sindikalne in kulturne, preklicana je bila svoboda tiska in javnega govora. Obnovljena je bila smrtna kazen, ustanovljeno posebno sodišče (Tribunale Speciale) za politične zadeve in povečana možnost konfinacije in prisilnega bivališča za administrativne prekrške.
Pomemben je zakon 24. decembra 1925, s katerim je Mussolini postal “ministrski predsednik državni tajnik” namesto dotedanjega “predsednik zbornice”. To je pomenilo, da ni bil več odgovoren parlamentu, temveč edino kralju, ki ga je imenoval; isti zakon je določal, da kralj imenuje tudi vse ostale ministre, in sicer na predlog ministrskega predsednika, tako so bili odgovorni le pred kraljem in Mussolinijem. Poslednično so lahko dosegli parlamentarno diskusijo le tisti zakonski osnutki, ki jih je odobril ministrski predsednik. To je bil prvi od “najbolj fašističnih zakonov” (leggi fascistissime), ki so si sledili v letih 1926-1928; zadnji je bil izdan po dolgem presledku leta 1939. Med “najbolj fašistične zakone” se navadno prištevajo sledeči:
- 24.12.1925 – Mussolini postane italijanski ministrski predsednik;
- 20.1.1926 – časopisi lahko izhajajo samo, če je njihov odgovorni urednik pooblaščen s strani sodišča, ki pa mora slediti nasvetom prefekta, torej vlade;
- 31.1.1926 – izvršilna oblast lahko izdaja zakonske dekrete brez odobritve zakonodajalcev;
- 16.3.1928 - razpis parlamentarnih volitev, kjer je moral volivec javno sprejeti ali odkloniti izbor kandidatov, ki ga je predlagal Visoki fašistični svet;
- 3.4.1926 – stavke so prepovedane; samo “zakoniti sindikati”, se pravi fašistični, smejo sklepati skupinske delovne pogodbe;
- 6.11.1926 – prepovedane so vse nefašistične stranke in organizacije; uvedena kazen konfinacije za antifašiste;
- 25.11.1926 – ustanovitev posebnega sodišča za politične zadeve (Tribunale Speciale per la difesa dello Stato [Posebno sodišče za obrambo države]) in uvedba smrtne kazni za atentatorje na oblastnike;
- 9.12.1928 – Visoki fašistični svet je “najvišja državna oblast na vseh področjih”:
- 19.1.1939 – sprememba ustave, s katero je bila ukinjena poslanska zbornica in ustanovljena Zbornica fašijev in korporacij, ki jo imenujejo Visoki fašistični svet in fašistične korporacije.

### Prvo obdobje
Po prihodu na oblast je Mussolinijeva vlada najprej utrdila svoj politični položaj z omenjenimi zakoni, vendar ni zanemarila skrbi za izboljšanje gospodarskega, socialnega in pravnega stanja v državi. Tako industrija kot kmetijstvo sta si opomogla, predvsem zaradi nižanja davkov na proizvodnjo, pa tudi s privatizacijo nekaterih državnih monopolov. Državni izdatki so bili znižani, kar je večkrat pomenilo krčenje odvečne delovne sile (npr odpust železničarjev). Velikega pomena je bila uvedba socialnega državnega sistema: leta 1927 je bila izdana Carta del Lavoro (listina o delu), ki je priznavala samo fašistični sindikat pod državnim nadzorstvom, in nastale so prve skupinske delovne pogodbe; leta 1933 je bil preoblikovan obstoječi Zavod za socialno skrbstvo v še danes delujoči INPS in po par letih le bila določena pravica do upokojitve pri starosti 55 let za ženske in 60 let za moške, skupaj s pravico po dedovanju pokojnine.
Značilnost tega obdobja je globoka predelava zakonodaje. Najprej je bil ažuriran kazenski zakonik, ki je v praksi postavljal državno varnost in avtonomijo pred zahteve sociale. Najbolj odmeven ukrep je bila ponovna uvedba smrtne kazni za civilne zločine, ki je bila ukinjena štirideset let prej, vendar ni imel retroaktivne veljavnosti. Fašistična miselnost se je jasneje pokazala v členih od 265 do 291, kjer so med drugim označena kot kazniva dejanja npr politično ali ekonomsko malodušje (defetizem), protinarodno delovanje državljana v tujini, obrekovanje italijanskega naroda. Omembe vredno je, da kljub tem popravkom kazenski zakonik ni pridobil totalitarnega značaja, kot se je zgodilo v Nemčiji, saj nikljer ni omenjena vloga državnikov ali celo Duceja; zato je ta zakonik, čeprav v predelavi, še danes veljaven.
Prav tako pomembna je bila šolska reforma, ki je predvidevala obvezno šolanje do 14. leta in izpite ob koncu vseh stopenj šolanja, kar je v praksi izenačilo javne šole s privatnimi. Da bi se omogočilo univerzitetno šolanje, je bila dana prednost klasičnim licejem, ki so bili edina priznana podlaga nadaljnjega izobraževanja, medtem ko so nastali mnogi tehnični zavodi za usposabljanje kadrov industrije. Žal je večina šolske reforme ostala na papirju, saj je druga svetovna vojna prekrižala tudi te načrte.
Daleč najvidnejši poseg fašizma v državno gospodarstvo je bila skrb za “bivalno ozemlje”, ki vključuje tako vrednotenje kmetijstva kot tudi ustanavljanje novih naselij. V ta namen so bile izvedene obširne bonifikacije močvirij ter gradnja novih mest, okoli katerih so bile vse pridobljene površine dodeljene kmetom za pridelovanje.
V vsakdanjem življenju so negativne posledice prve svetovne vojne (pomanjkanje surovin in kriza industrije) povzročile devalvacijo lire in poslednično višanje cen, brezposelnost in nezadostno proizvodnjo. Država je skušala omiliti krizo z raznimi posegi: bencinu je bil dodan alkohol, kruhu znižana vsebnost moke; delovni urnik se je pomaknil od 8 na 9 ur brez poviška plač; prepovedana je bila gradnja luksuznih stavb in višanje najemnin; znižale so se cene železniških vozovnic, časopisov in znamk. Najpomembnejši poseg vlade je bila revalvacija lire v razmerju s funtom, tako imenovana kvota 90, to je 90 lir za funt, za dosego katere so se že skromne plače znižale za 10 %. Ti zakoni so sicer ohromili gradbeno dejavnost in manjše proizvajalce, a so pomagali industriji.
Hud udarec je zadala režimu Velika gospodarska kriza iz leta 1929, čigar posledic Mussolini sprva niti ni predvidel, saj je menil, da ne bo dosegla Italije. Šele leta 1936 je devalviral liro za kar 41 % in vpeljal nove davke. Od tega trenutka dalje pozornost režima ni bila več toliko posvečena notranji politiki, saj je prevladalo tedaj splošno evropsko mnenje, da se državno gospodarstvo lahko prenovi le s pridobitvijo novih ozemelj, kolonij, kar pomeni osvajanje manj razvitih držav. Prvi korak v to smer je bila Druga italijansko-abesinska vojna.

### Italijanski imperij
Leta 1933 je Nemčija odredila obnovo vojaških sil in povečanje vojske, kar je bilo v nasprotstvu z Versajsko mirovno pogodbo, zato so skušale velesile tedanjega časa (Francija, Velika Britanija in Italija) najti dogovor s Hitlerjem. Sklenili so pakt četverice, ki bi sicer moral garantirati obvezo o nenapadanju, a se je skrčil na skromen dogovor o sodelovanju, pa še ta ni bil nikoli ratificiran. Mussolini je nato sklical sestanek s Francozi in Britanci v kraju Stresa, da bi skupno nastopili proti Hitlerju, a tudi to srečanje ni obrodilo sadov. Tako se je prepričal, da Italija lahko računa samo na lastne moči, za kar je bilo potrebno omogočiti prehransko, industrijsko in demografsko samopreskrbo, ki je dotedanje ozemlje države ni moglo zagotoviti. Potrebna je bila pridobitev novih virov – kolonij. Italija je napadla Abesinijo s totalno vojno, celo z uporabo strupenih plinov, kar je pa fašistična propaganda predstavila kot svojo pravico do “bivanja pod soncem”; istočasno se je obnavljal mit obnove Rimskega imperija. Evropske velesile niso nikoli nastopile proti imperialistični politiki Mussolinija, ki je bila za tiste čase popolnoma upravičena. Mednarodni odzivi zato niso oporekali abesinski vojni, a so obsodili njeno okrutnost, tako je Društvo narodov uvedlo embargo in druge sankcije proti Italiji. Samo Velika Britanija je te sankcije upoštevala in celo poslala svojo obrambno floto (Home Fleet) v Sredozemlje, medtem ko sta Nemčija in Združene države Amerike takoj ponudili sodelovanje in Sovjetska zveza je nadaljevala s preskrbo nafte. V sami Italiji so sankcije vzbudile veliko nasprotovanje “plutokracijam”, to je Veliki Britaniji in somišljenicam, in dejansko povzročile avtarkijo. Za dobrine, ki se niso mogle proizvesti doma, se je našel nadomestek: namesto pravega čaja hibiskus (slezenovec), namesto kave praženi ječmen, namesto premoga lignit, namesto volne lanital (vlakno iz kazeina), namesto bencina narodno gorivo (85 % alkohola). Iz slovarja so bile odpravljene vse tujke in mednarodni izrazi: francoski ključ je postal ključ primež, konjak žgano vino, trajekt (do tedaj feri-bot) plovni vlak. Istočasno so bili preimenovani vsi kraji z neitalijanskim imenom, kar je bilo posebno razvidno v obmejnih krajih: Kaltern je postal Caldaro, Courmayeur Cormaiore, Koritnica Coritenza, ipd.
Zelo zgovorna je zadnja faza sankcij Društva narodov: po uradnem razglasu italijanskega imperija 9. maja 1936 so bile vse sankcije preklicane in britanska flota se je umaknila iz Sredozemlja, kar se še danes šteje za neuradno priznanje imperija.
Italijanski imperij je po treh letih zavzemal poleg Apeninskega polotoka ves Afriški rog in Libijo. Leta 1939 je bila okupirana Albanija, kjer so Italijani vzpostavili marionetno vlado in postavili na prestol Viktorja Emanuela III.
Imperij ni prinesel Italiji nobene od koristi, ki jih je predvideval fašizem, saj kolonije niso nudile ne surovin ne pšenice. Nasprotno so nova ozemlja zahtevala visoke stroške za gradnjo cest in ostalih infrastruktur. Italija je v glavnem pridobila le mednarodni ugled in zadoščenje, da se je zoperstavila ostalim velesilam in ni klonila pred sankcijami. To je bila tudi edina pozitivna posledica podpore španskemu fašizmu, saj Francisco Franco po zmagi v španski državljanski vojni ni pristopil na stran sil osi in je ostal nevtralen v drugi svetovni vojni.

### Jekleni pakt in rasna diskriminacija
Ko je postalo jasno, da Britanci in Francozi ne vključujejo Italije v zavezništvo proti Nemčiji, je Hitler predlagal Mussoliniju sodelovanje in maja 1939 je bil podpisan “jekleni pakt” med državama. Kralj Viktor Emanuel III. je temu sodelovanju nasprotoval, vendar njegovo stališče ni bilo vzeto v poštev. Tudi nekateri fašisti so bili proti temu zavezništvu, na primer Mussolinijev zet Galeazzo Ciano je izjavil, da je pakt “pravi dinamit”, vendar ga je moral podpisati v imenu vlade. Mussolini je sicer sklenil zavezništvo s pogojem, da ne bo prišlo do vojne pred štirimi ali petimi leti, saj je predvideval, da pred tem datumom Italija ne bo pripravljena na oborožen spopad. Zgodovina je pokazala skromni pomen tega pogoja in potrdila Cianovo mnenje.
Fašizem prvega obdobja ni nasprotoval Judom, saj so ti v velikem številu sodelovali že pri pohodu na Rim. Zato je Mussolini odkrito oporekel Hitlerju antisemitizem in rasistično zakonodajo, vendar ga slednji ni jemal resno, saj je videl prav v italijanski vojni v Abesiniji dokaz, da je rasizem upravičen in pokončanje nekaterih “ras” potrebno. V naslednjih letih se je Mussolinijevo mnenje spremenilo, verjetno zaradi judovskega nasprotovanja tako abesinski vojni kot tudi podpori španske revolucije. Julija 1938 je skupina akademikov izdala Manifest rasističnih znanstvenikov, to je stališče fašizma do “drugih ras”, ki sestoji iz sledečih izjav:
1. Rase obstajajo.
2. Obstajajo velike in majhne rase.
3. Opredelitev rase sloni na izključno biološki bazi.
4. Prebivalci današnje Italije so večinoma arijci[opombe 4] in njihova kultura je arijska.
5. Razvojni doprinos ogromnih človeških združenj v zgodovini je samo legenda.
6. Danes že obstaja čista italijanska rasa.
7. Čas je, da se Italijani iskreno priznajo za rasiste.
8. Nujno je razlikovanje med evropskimi (zahodnimi) Sredozemci na eni strani in vzhodnjaki ter Afričani na drugi.
9. Judje ne spadajo v italijansko raso.
10. Popolnoma evropske fizične in psihološke lastnosti Italijanov se na noben način ne smejo spreminjati.[26]

Na podlagi tega manifesta so nastali rasistični zakoni, ki jih je parlament enoglasno odobril že decembra istega leta. Sicer je vlada že prej odredila zaplembo premoženja judovskih državljanov.
Niso bili deležni takih skrajnih postopkov homoseksualci, ki jih je nasprotno nacizem kruto preganjal. V Italiji ni bilo nikakega specifičnega zakona, saj je fašizem že v prvih časih štel homoseksualnost za “angleško hibo”; Italijani naj bi bili preveč virilni, da bi se vdali vanjo. Maloštevilni obtoženci, krivi “nemoralnega vedenja”, so bili po navadi konfinirani za določen čas.

### Druga svetovna vojna
V letih pred izbruhom druge svetovne vojne je Mussolinijev režim doživljal interno krizo predvsem zaradi zavesti, da je trenutna sposobnost vojske, ki se je izčrpala v Abesiniji, Španiji in Albaniji, popolnoma nezadostna, in to prav v času, ko je zavezniška Nemčila postajala najbolje militarizirana sila v Evropi, še posebno po paktu s Sovjetsko zvezo. Ta ugotovitev je celo narekovala Mussoliniju skrivne stike z Britanci istočasno z zagotavljanjem prijateljstva Hitlerju. V prvem obdobju vojne se je italijanska politika skušala postavljati v isto vrsto z Nemci, vendar so zaporedni vojaški porazi potiskali Italijane na vedno bolj podrejene položaje. V resnici je fašistična propaganda silila Mussolinija v ideološko akcijo, ki je država ni več zmogla. Neustreznost vojske, torej dejansko posledica širjenja imperija, je bila odločilnega pomena za padec fašizma. Edina možnost, da bi se fašizem nadalje razvijal, bi bil hipotetični odstop od zavezništva s Hitlerjem in nevtralnost v vojni, česar pa prav sama fašistična ideologija ni mogla vzeti v poštev. Zato je tudi po predaji v Caserti vso Italijo zajela državljanska vojna, saj so bili fašisti še vedno prepričani o svoji moči, medtem ko so se antifašisti hoteli znebiti dvajsetletnega režima.
Z Mussolinijevo usmrtitvijo se je doba fašizma v Italiji zaključila. Republika Italija je že v ustavodajni listini prepovedala obnovo fašistične stranke in apologijo fašizma.

## Ideologija fašizma
Ideologija fašizma je skupni izraz za filozofska in politična načela, po katerih se je ravnal državni aparat Kraljevine Italije v dvajsetletnem obdobju Mussolinijeve vlade.

### Zgodovinski vplivi
Na fašistično ideologijo sta v glavnem vplivali dve teoriji devetnajstega stoletja. Prva od teh je bila v poznejših letih opredeljena kot “levičarska” in se opira na dela Sorela, Proudhona in Corridonija. Predlaga revolucijo, aktivni sindikalizem in uporabo sile kot iracionalno a dokončno rešitev problemov liberalne demokracije.
Druga teorija je bilo skrajno konservativno (“desničarsko”) nasprotovanje tako materializmu kot kapitalizmu, ki naj bi uničevala prednosti evropske kulture. Sklicuje se na romantično predstavo pred-moderne civilizacije, ki naj bi bila harmonično urejena, saj so vsi različni sloji prebivalstva sodelovali za skupno blaginjo. Liberalna demokracija in globalna družba naj bi postavljala število pred kakovost in s tem poniževala človeštvo.
Poleg teh teorij je bilo za Mussolinija zelo pomembno stališče Nietzscheja, ki je kljub izraziti nepolitičnosti globoko vplival na oblikovanje fašistične doktrine.

### Doktrina fašizma
Leta 1932 je izšel esej z naslovom La dottrina del fascismo (Doktrina fašizma), ki ga je podpisal Mussolini, a je v večji meri delo filozofa Giovannija Gentile. Sestoji iz dveh delov, od katerih se samo drugi (Dottrina politica e sociale [Politična in socialna doktrina]) pripisuje Mussoliniju, medtem ko je prvi del že leta 1929 izdal Gentile pod naslovom Origini e dottrina del fascismo [Izvor in doktrina fašizma]. V dolgem sestavku piše med drugim:
“Mnogi aspekti fašizma, kot so strankina organizacija, vzgojni sistem ali spoštovanje predpisov, bi bili nerazumljivi, če jih ne bi upoštevali kot sestavni del splošnega življenjskega nazora. Duhovnega nazora. Za fašizem “svet” ni samo ta materialni svet, ki ga vidimo na zunaj, kjer je posameznik ločen od vseh drugih in neopredeljen in podvržen naravnemu zakonu, ki ga nagonsko žene v egoistično in trenutno uživanje…(I, 2)”
V nadaljevanju je gibanje definirano kot “nacionalistično” in njegov končni cilj je “veličastnejša Italija”. Teoretiki doktrine, vključno z Mussolinijem, so bili mnenja, da vodi nacionalizem v konkurenco in možen spopad med državami; ta konflikt naj bi uspešno prestale le skupnosti s solidno notranjo politiko, ki bi jo ustvarila hegelianska skladnost med razrednim bojem in potrebami države. Za dosego cilja je vsak državljan, tako delavec kot posestnik, dolžan prispevati k proizvodnji, ki je vir bogastva za narod in veličine za državo. Ti nauki so bili podprti s filozofskimi izjavami, da je narod več od vsote posameznikov, in da je sestavljen iz neskončne vrste generacij, čigar pripadniki nimajo osebnega pomena. Logična dedukcija je brezpogojna prevlada države nad narodom, konkretno neomejena prevlada fašistične stranke nad političnim in socialnim življenjem v državi.

### Splošne smernice
Originalna oblika fašizma je nastala kot politično gibanje z idealističnim, proti-ideološkim in pragmatičnim značajem. Idealistično mišljenje je izraženo že v Manifestu intelektualcev iz leta 1925, kjer je zapisano: “Fašizem je bil torej od vsega začetka politično in moralno gibanje. Politika je razumela idejo in jo opredelila kot pripravljenost na nesebičnost in žrtvovanje, kar naj nudi posamezniku smisel življenja, njegovo svobodo in njegovo pravico; ta ideja je Domovina, ideal, ki se zgodovinsko obnavlja in ne usahne, zgodovinska tradicija nastala s civilizacijo, a vendar tradicija, ki v državljanu ni ostala mrtvi spomin preteklosti, temveč je postala zavestna gradnja cilja, torej poslanstvo.”
Proti-ideološko stališče je Mussolini pojasnil v svojih govorih, na primer marca 1921: “Mi si dovoljujemo biti aristokratični in demokratični, konzervativni in napredni, reakcionarji in revolucionarji, legalisti in nezakoniti, kakor nam pač velevajo časovne, krajevne in okoljske razmere.”, pozneje še novembra 1922 v senatu: “Po mojem mnenju je vse to izrazje, desnica, levica, konzervativci, aristokrati, demokrati, samo prazna šolska terminologija; po navadi nas ta včasih skuša opredeliti, pogostoma pa le zbegati.”
Pragmatičen značaj gibanja je razviden na primer v govoru, ki ga je imel Mussolini v Trstu septembra 1920: “Smernice fašizma so proti-demagogija in pragmatizem. Nimamo predsodkov, ne nespremenljivih idealov, niti nespametne prevzetnosti.”
Kljub tem trditvam je fašizem v svojem zgodovinskem poteku zavzel nekatera stališča, ki so bila protislovna ali celo nekoherentna, in to vsakokrat s pomočjo učinkovite propagande. Zato njegovi raziskovalci navadno razlikujejo, podobno kot pri marksizmu, med idealnim in realnim fašizmom. Pri tem ugotavljajo, da je bilo delovanje zgodovinskega fašizma odvisno tako od okoliščin kot od ideologije, pa tudi, da so različne okoliščine narekovale prilagoditev originalne ideologije.

### Idealni fašizem
Ideologija fašizma ni bila nikoli uradno kodificirana, čeprav so se v teku dvajsetletja zvrstili nešteti opisi in razlage političnih in gospodarskih ciljev režima. Vendar je bilo vztrajno navajanje vzorov in priporočil državljanske vzgoje le propagandistično usmerjanje preprostega ljudstva, medtem ko se je v izobraženih krogih široko razpravljalo o uradnih direktivah stranke in o ciljih fašizma. Pri tem so upoštevali osnovne ideje gibanja, od katerih je vredno omeniti sledeče.
- kult antičnega Rima, to je idealna obnova starorimske veličine, v kolikor iz nje izhaja italijanski narod;
- poveličevanje avtarkije in nacionalizma, predvsem v smislu ekonomske samozadostnosti in jezikovnega purizma;
- kult mladosti, v kolikor se je fašizem uveljavil z generacijsko revolucijo in uveljavljanjem stališč in zahtev mlajših politikov; sam Mussolini je bil najmlajši premier po združenju Italije;
- kult nasilja, ki se je zgledoval po Sorelovem sindikalizmu in s tem upravičeval nestrpnosti arditov in futuristov;
- vera v voditelja v bistvu zagovarja hierarhični in piramidalni ustroj države. Pojem so uvedli arditi, ki so militaristično sprejemali tudi neracionalne ukaze, pozneje pa so ga razvili do skrajnosti s kultom osebnosti, od koder izhajajo gesla kot “Mussolini ima vedno prav.” ali “Verujem, ubogam, borim se.”
- korporativizem kot naravni razvoj sindikalizma v socializmu in liberalizmu.

Osnovna značilnost fašizma je prepričanje, da ne gre za trenutno politično stranko, temveč za originalni politični sistem in “tretjo pot”, ki obsoja nedejavnost (imobilizem) oblasti in se zoperstavlja tako demokraciji kot marksizmu. To je jasno povedal sam Mussolini v govoru, ki ga je imel v senatu kmalu po prihodu na oblast, 27. novembra 1922:
“Nihče ne more trditi, da so “revolucionarni” vsi ti socialni pojavi, ki se dogajajo pred našimi očmi. Ne nastaja revolucija, temveč tek proti prepadu, proti kaosu, proti socialnemu razpadu. Jaz sem reakcionar in revolucionar, kakor se vzame. Bolje bi rekel, če mi dovolite ta kemijski izraz, da sem reagent. Kadar voz drvi, se mi zdi koristno, da ga skušam ustaviti; če narod drvi proti prepadu, nisem reakcionar, če ga ustavim, čeprav s silo. Sem pa gotovo revolucionar, kadar oporekam zastarani konzervativni togosti ali vsakemu svobodnjaškemu prevladovanju. Najhujši reakcionarji so danes, tako za fašizem kot za zgodovino, tisti, ki se štejejo za revolucionarje, medtem ko fašisti, ki jim bedaki pravijo “reakcionarji”, so v resnici tisti, ki bodo Italiji preprečili strašno dobo resnične reakcije. Vsakdo, ki se v Italiji upa soočiti s spreminjanjem pomena upora, je lahko ožigosan kot reakcionar, pa vendar te spremembe obstajajo in mi se jih upamo lotiti, kakor smo dokazali tudi z žrtvami na italijanskih tleh, zato se smelo in samozavestno nasmejemo, kadar nam pravijo reakcionarji. Ne bojim se besed. Če bi se jutri izkazalo potrebno, bi se razglasil za princa reakcionarjev. Po mojem mnenju je vse to izrazje, desnica, levica, konzervativci, aristokrati, demokrati, samo prazna šolska terminologija; po navadi nas včasih skuša opredeliti, pogostoma pa le zbegati.”

### Realni fašizem
Značilnost italijanskega totalitarizma je vitalna sila edine stranke, ki je globoko prežela vse družbeno življenje s podrobno propagando in z uporabo policijske sile za preprečitev nasprotovanj; pomembna je bila tudi opredelitev “narodovih sovražnikov”, ki so bili sprva komunisti, antifašisti, demokrati, pacifisti, po letu 1938 tudi Judje.
Decembra 1925, ko je Mussolini odvzel parlamentu izvršilno oblast, je začel fašizem prehajati v totalitarizem z objavo ”najbolj fašističnih zakonov”, ki so jasno pokazali avtoritarno smer politike. Vodilne smernice so se strnile v tri glavne zahteve:
- Posameznik je neločljivo povezan z državo in ji mora biti absolutno pokoren tudi v privatnem življenju; država je torej upravičena, da zatre vsako opozicijo.
- Politični sistem mora upravljati in razvijati značilnosti širših plasti ljudstva. Zato mora vladati ena sama stranka pod vodstvom najvišjih osebnosti zakonodajne in izvršilne oblasti.
- Policijski organi morajo biti organizirani do podrobnosti, da lahko nadzirajo zasebno življenje državljanov in preprečijo vsako vrsto ugovarjanja. Poslednično imajo ti organi široko diskrecionalno pravico pri priporu, aretaciji in zasliševanju vsakega državljana, ki ga štejejo za krivega političnega ali idejnega odklona, tako dokazanega kot verjetnega.

Poleg tega je zaznati totalitarizem fašizma v obvezni vključitvi posameznika, tudi proti njegovi volji, v strankine organizacije, ki naj ga “od zibelke do groba” usmerjajo na kulturnem, vzgojnem, političnem, vojaškem in sindikalnem področju. Nenazadnje, Mussolini je uvidel, da je strogi nadzor nad tiskom, radijskimi oddajami in kino predstavami najmočnejše orožje za preusmeritev italijanske družbe v fašizem, zato je uvedel popolno kontrolo nad kroženjem informacij, tako z državnim monopolom nad množičnimi občili (časopisi, radijska poročila, filmske reportaže), kot tudi s preventivno cenzuro drugih komunikacijskih sredstev (gledališče, kino, lahka glasba, stripi), ki je leta 1939 vključila celo operno glasbo.
Najbolj negativni lastnosti totalitarnega režima sta bili stalna raba nasilja in represije ter vztrajno spodbujanje k sovraštvu, preziru in obrekovanju sovražnikov fašizma. Slednje je bilo od vsega začetka uperjeno predvsem proti antifašističnim ali protidržavnim gibanjem: mladina se je vzgajala na zavračanje vseh političnih idej razen fašistične, na sovraštvo do »upornih« socialistov in komunistov in na prezir vseh demokracij. Po letu 1938 je zatiranje in sovraštvo prišlo do izraza največ proti Judom, in sicer vse do zakonov o rasnem zapostavljanju in do dejanske segregacije.
Tako v Italiji kot drugod po svetu so negativne lastnosti fašizma daleč pretehtale pozitivne plati njegovega prvega obdobja. Danes nihče več ne upošteva socialnih in materialnih dosežkov dvajsetletja, niti teoričnih vrednot fašistične ideologije, na primer ekonomske teorije ali politične neuvrščenosti, ki se pri poznejših demokracijah drugih držav štejejo za pozitivne. Edini značilnosti fašistične ideologije, ki sta ostali v spominu, sta legalizirano nasilje in popolna prevlada države nad posameznikom, ki sta v modernih demokracijah nesprejemljiva.